# Suat Engüllü
Suat Engüllü - (Skoplje, 15. lipnja 1950.), književnik turske nacionalnosti u Republici Makedoniji; pjesnik, pripovjedač, kritičar, esejist, prevoditelj, antologičar, novinar. Piše na turskom jeziku. Trenutačno živi i stvara u Istanbulu, Republika Turska.

## Životopis
Suat Engüllü završio je u Skoplju pedagošku gimnaziju - paralelku za učitelje. Studirao je francuski jezik i književnost na Pedagoškoj akademiji “Kliment Ohridski” u Skoplju, ali je zbog ekonomskih razloga morao prekinuti studije. Duži je niz godina radio kao novinar i lektor na Makedonskom radiju u redakciji emisija na turskom jeziku. Godine 1970. u Skoplju je utemeljio Društvo za književnost i teatar “Orhan Veli Kanik” te u više mandata bio njegovim predsjednikom, ujedno osmišljavajući i organizirajući njegove programske aktivnosti. Priredio je veći broj televizijskih emisija za turske redakcije Televezije Skoplje i Televizije Priština. Bio je urednik redakcije za kulturu dnevnika “Birlik” (Jedinstvo) koji u Skoplju izlazi na turskom jeziku i odgovorni urednik tuskog časopisa za društvena pitanja i umjetnost “Sesler” (Glasovi), koji također izlazi u Skoplju, te odgovorni urednik edicija na turskom jeziku nakladničke kuće “Birlik”.
Godine 1989. seli u Istanbul gdje 1990. na Višoj školi za novinarstvo istanbulskog Sveučilišta pokreće časopis “4. Boyut” i postaje njegovim glavnim urednikom, ali tu funkciju ubrzo napušta i na Faklultetu za komunikacije istoga sveučilišta zapošljava se kao redaktor mjesečnika “İletim”. Trenutačno radi na odjelu za tisak Direkcije za tisak i odnose s javnošću pri Rektoratu istanbulskog sveučilišta. Nekoliko godina bio je editor međumrežne stranice www.makturk.com gdje se javljao i sa svojim tekstovima.
Zahvaljujući poticajima njegova oca koji je također pisao poeziju, Suat Engüllü vrlo rano pokazuje interes za književnost. Već u školskoj dobi objavljuje svoje prve pjesme u podlisku za djecu dnevnika “Birlik”, a prvu zbirku stihova izdaje 1972. godine, nakon čega slijede i brojni prozni, kritički i esejistički prilozi. Sudjeluje na mnogim međunarodnim pjesničkim manifestacijama, te znanstvenim skupovima, simpozijima, seminarima i kongresima u Turskoj, bivšoj Jugoslaviji, zatim Makedoniji, Hrvatskoj, Bosni i Hercegovini i Rumunjskoj. Bio je član Savjeta uglednog međunarodnog pjesničkog festivala Struške večeri poezije (Struga, Republika Makedonija), te član niza književnih žirija i povjerenstava. Pjesme i drugi književni prilozi objavljivani su mu u časopisima “Türk Dili”, “Varlık”, “Dil Dergisi”, “Yedi İklim”, “Çevren”, “Çığ”, “Sevınç”, “Tomurcuk”, “Çağrı”, “Lica”, “Mladost”. Poezija mu je prevođena na makedonski, hrvatski, srpski, engleski, ruski, talijanski i na druge jezike.
Godine 1973. postao je članom Saveza novinara Jugoslavije, a od 1975. član je Društva književnika Makedonije. Godine 1991. primljen je u Tursku književničku asocijaciju TYS, a 1993. u književnu asocijaciju ILESAM. Zastupljen je u “Rječniku književnika i pjesnika” Šukrana Kurdakula u ediciji “Tko je tko u današnjoj Turskoj”, te u “Enciklopediji turskih književnika” Ishana Išika i “Enciklopediji pisaca od Tanzimata do danas”. 
Suat Engüllü prevodi s makedonskog, hrvatskog, srpskog i bošnjačkog jezika na turski i s turskog na makedonski jezik. Dugi niz godina radi na priređivanju opsežnog Makedonsko-turskog rječnika.
Dobitnik je Velike nagrade za poeziju Balkana koju dodjeljuje rumunjska Akademija Orient-Occident, zatim Nagrade rada Homeros na 1. Kongresu pjesništva u Izmiru, te drugih nagrada i priznanja.

## Primjeri iz poezije Suata Engüllüja
PJESMARENJA
Ti najprije nisi postojala potom si lagano nastala u mojim očima

došle su tvoje ruke pune uzvišenih vjerovanja tvoji nokti oslobođeni užasa

istresao sam barut iz džepova sva moja borba bez tebe jadna je

dođi mi potpuna oslobođena od briga stvarna posve ti nevjerojatna kao san

kako da te napišem ovako sâm dođi koračajući po mojim pogledima

svoje sam pjesme tako lijepo okovao u ruke koje posjeduju revolucionarnu snagu

zatim sam tvoj glas natjerao da galopira za bezbožnim ljubavima

dede efendi1 se neočekivano uvrijedio bah je odjednom stigao do ruba pameti

dođi mi potpuna oslobođena od briga stvarna posve ti nevjerojatna kao san

kako da te napišem ovako sâm dođi koračajući po mojim pogledima
1Dede Efendi - turski klasični skladatelj iz 17. stoljeća - op.prev.
NESANICE UMORNOG LJUBAVNIKA
Tri stotine konjanika gazilo je pravdu beskrajno na raskrižju umovaa
buka je u galopu natjerala sudbine da odstupaju

nespokojni su golubovi odletjeli s hridi

zaključci razumab bijahu ti što od ničega stvoriše nadmoralc
munjevito sam spasio kiše od uništenja

u trstici sam upozorio galebove na smrt

osjeća se tuga za vremenima prožetim razumomd

opružio sam se da bih tiho izgovorio najvrijednije zanose
tri stotine konjanika gazilo je pravdu beskrajno na raskrižju umova
ti si samo razmišljala bogzna od kada

nad beskrajnom tišinom nadnesena

iz paučina su polazili pauci prema tvojim očima

iz časa u čas taj je prizor postajao sve strašniji

raspale su mi se glasnice od vikanja za tobom

bez prestanka me nekamo gonilo moje neboshvaćanjee
tri stotine konjanika gazilo je pravdu beskrajno na raskrižju umova
ti si već s predshvaćanjima mogla doći

u trku bacajući usamljenost u oblake

na bulevarima možeš čuti moju beztebostf

na bulevarima koji su prehlađeni i skrhani od umornih ljubavi

u beskraju sebemijenjanja možeš čekati

sada je sve u jednom snažnom zagrljaju što je mimoišao smrt

ja štoviše odonud dolazim, možeš mi vjerovati
tri stotine konjanika gazilo je pravdu beskrajno na raskrižju umova*
U suradnji s autorom prepjevao Aldo Kliman
Op. prev.: Poeziju Suata Engüllüja karakterizira velik broj uspješnih neologizama koji jedino na turskom jeziku zrače suptilnom povezanošću njihovih eufoničkih, semantičkih i asocijativnih komponenata, tako da su na hrvatski jezik prevedeni uglavnom opisno ili su pak stvoreni analogni neologizmi i sintagme: a/ uskavşağl - raskrižje umova, b/ Usvargl - zaključci razuma, c/ sağtöre - nadmoral, d/ usçağ - vremena protkana razumom, e/ algigöğüm - neboshvaćanje. f/ sensizlik - bestebost (nešto gdje te nema).

## Objavljene knjige
- “Sözgen”, (Rječugaonik), Birlik, Skoplje, 1972., pjesme;
- “Zamandışı İçdüşlemeler”, (Izvanvremenska unutarnja snivanja), Birlik, Skoplje, 1974., pjesme;
- “Bir Sevimle Bir Devrim Üstüne” (O izvjesnoj Sevim i o nekoj Revoluciji), Tan, Priština, 1980. pjesme;
- “Kumrovetsli Çocuğun Anısına” (U spomen djeteta iz Kumrovca), Birlik, Skopje, 1981. pjesme za djecu;
- “Sevi Yorgunu” (Umorni ljubavnik), Birlik, Skopje, 1983., pjesme;
- “Açıl Susan Açıl” (Progovori već jednom, šutljivče, progovori), Birlik, Skopje, 1986., pripovijetke;
- “Pırnalı’dan Çıktık Yaya” (Krenuli smo pješice iz Prnalije), Birlik, Skoplje, 1989., reportaže;
- “Лет кон небесните синевини”, (“Let prema nebeskom plavetnilu”), Kultura, Skoplje, 1989, pjesme, na makedonskom jeziku;
- “Çağrışımlar” (Asocijacije), Mebis, Istanbul, 1992., pjesme;
- “Sevdayı Muhabbet” (Strastvena pripovijedanja), Birlik, Skoplje, 1994., pjesme;
- Çağdaş Makedonya Şiiri (Suvremena makedonska poezija), Çatalca Belediyesi Yayını, Çatalca, 1996., izbor pjesama i predgovor;
- Çağdaş Bosna-Hersek Şiiri (Suvremena bosansko-hercegovačka poezija), Çatalca Belediyesi Yayını, Çatalca, 1997., izbor pjesama i predgovor;
- Çağdaş Makedonya ve Yugoslavya (Kosova) Türk Edebiyatı, Türkiye Dışındaki Türk Edebiyatları Antolojisi (Prof. Dr. Mustafa İsen ile Birlikte) (Suvremena turska književnost u Makedoniji i Jugoslaviji /Kosovo/, Antologija Turske književnosti izvan Turske (zajedno so prof. dr. Mustafom Isenom), Tom 7, T.C. Kültür Bakanlığı, Ankara, 1997., studija i izbor;
- Conversatie Cu İntunericul (Razgovor s noći), Orient-Occident, Bucuresti, 1998., pjesme, na rumunjskom jeziku. ISBN 973-9347-07-x nevaljani ISBN

## Antologije i izbori u kojima je Engüllü zastupljen
- “Buket”, Nexati Zekerija, Detska Radost, Skoplje, 1985., antologija priča za djecu turskih pisaca u Makedoniji;
- “Poetry From Yugoslavia”, Ajsa Zahirovic, Skylark, Aligarh-India, 1987., pjesme  ISBN 0257-3857 nevaljani ISBN BL-LONDON
- “Şiirin Dışında Üşürsünüz” (Bez poezije se možete prehladiti), Veysel Çolak, Karşıyaka Belediyesi Şiir Atölyesi, Izmir, 2004.,  pjesma i studija;
- “Црнопис эа еден непребол”, Marko Ilkoski, Direkcija za kultura i umetnost na Skopje, Skopje, antologija pjesama posvećenih skopskom potresu 1963. godine   ISBN 2003, 9989-872-19-8
- “Aşk Şiirleri Antolojisi” (Antologija ljubavne poezije), Nurettin Durman, Lamure, Istanbul, 2006., pjesme, ISBN 975-9129-27-2

## Izbori, prepjevi i prijevodi
- “Hasanaginitsa” (Hasanaginica), Lyubomir Simoviç,  Üsküp Halklar Tiyatrosu Türk Dramı, 1979., Üsküp Televizyonu 1980., Skoplje, drama (postavljena na scenu Teatra narodnosti / Turska drama u Skoplju; također snimljena za Televiziju Skoplje)
- “Ratsin” (Racin), Boris Vişinski, Sesler Aylık Toplum Sanat Dergisi, Üsküp Halklar Tiyatrosu Türk Dramı, Skoplje, 1981., drama (objavljena u mjesečniku “Sesler” i postavljena na scenu Teatra narodnosti / Turska drama u Skoplju)
- “Buket”, Nexati Zekerija, Detska Radost, Skoplje, 1985., antologija priča za djecu turskih pisaca u Makedoniji;
- “Zoki Poki” (Zoki Poki), Olivera Nikolova, Kultura, Skoplje, 1989., priče za djecu;
- “Şiirler” (Pjesme), Yovan Yovanoviç Zmay, Kultura, Skoplje, 1989., pjesme;
- “Kopaçkalı Köylü Kadın” (Žena iz Kopačke), Vlado Maleski, “Naša Kniga, Skoplje, 1990., priče za djecu;
- “Maviyi Beklerken” (Čekajući plavetnilo), Ante Popovski, Tekin, Istanbul, 1991., pjesme; ISBN 975-478-083-8
- “Köprüler” (Mostovi), Trayan Petrovski, Tekin, Istanbul, 1992., pjesme; ISBN 975-478-108-7
- “Dünyanın Gözbebeğine Gömün Beni” (Zakopajte me u zjenicu svijeta), Radovan Pavlovski, Cem, Istanbul, 1995., pjesme, 1995., Yayınevi; ISBN 975-406-528-4
- “Sözün Özü” (Srž riječi), Sande Stoyçevski, Tekin, Istanbul, 1995., pjesme; 975-478-157-5
- “Kahire Büyüsü” (Kairska magija), Trayan Petrovski, Era, Istanbul, 1996, pripovijetke; ISBN 975-7882-51-8
- “Чекајки ја песната” (“Čekajući pjesmu”), Adnan Ozer, Detska Radost, Skopje, 1996., pјесме; ISBN 9989-30-196-4
- “Basit Şiir” (Obična pjesma), Gane Todorovski, Era, Istanbul, 1997., pjesme i predgovor; ISBN 975-7882-77-1
- “İstanbul’a Gittiğimiz Zaman” (Kad smo išli u Istanbul), Mateya Matevski, Era, Istanbul, 1997., pjesme i predhovor; ISBN 975-7882-76-3
- “Düşün Zorbalığı” (Tiranija riječi), Carolina İlica, Era, Istanbul, 1998., pjesme;
- “İon Mecazı” (Jon Metafora), Dumitru M. İon, Era, Istanbul, 1998., pjesme; ISBN 975-7882-85-2
- “Bu Dehşet Anında” (U ovom strašnom času), Çağdaş Hırvat Savaş Şiiri Antolojisi, İ. Sanader – A. Stamaç, Era, Istanbul, 1998., Antologija suvremene hrvatske ratne poezije; ISBN 975-7882-82-8
- “Saraybosna’da Kâbus” (Košmar), Zlatko Topçiç, Gendaş, Istanbul, 1998., roman; ISBN 975-308-046-8
- “Лицето на стравот” (“Lice straha”), Ozdemir Inxe, Plejadi, Struški večeri na poezijata, Struga, 2000., pjesme i predgovor; ISBN 9989-916-08-X
- “Poemul scurt al lungii mele vieţi – 13 Poeme (duble) de dragoste”, Carolina İlica,  Orient-Occident, Bucuresti, 2001., pjesme;
- “Kale” (Tvrđava), Meşa Selimoviç, Ötüken Neşriyat, Istanbul, 2001, roman, s pogovorom; ISBN 975-437-352-3
- Suzan (Suzana), Mustafa Karahasan, Birlik, Skopje, 2002., roman, s predgovorom i pogovorom; 9989-865-17-5
- “Srebrenitsa Cehennemi” (Srebrenički inferno), Cemaludin Latiç, BİHMED, Istanbul, 2006., poeme; ISBN 9944-5059-0-0
- “Srebrenitsa Cehennemi” (Srebrenički inferno), Cemaludin Latiç, Sakarya Valiliği, Adapazarı, 2007, poeme s predgovorom i pogovorom; ISBN 978-975-585-521-3 nevaljani ISBN
- “Karabey” (Karabeg), Necad İbrişimoviç, Sakarya Valiliği, Adapazarı, 2007, roman; ISBN 978-975-585-776-3
- “Sinan’ın Gizli Eseri” (San Hasana Nazira), Mirsad Sinanoviç, TİMAŞ, Istanbul, 2007, roman; ISBN 978-975-6491-83-6
- “Kül Kalesi (Siciller)” (Tvrđava od pepela - Sidžili), Luan Starova, YKY, Istanbul, 2008, roman; ISBN 978-975-08-1464-8
- “Üsküp’te Osmanlı Mimari Eserleri” (Osmanski spomenici у Skoplju), Lidiya Kumbaracı-Bogoyeviç, Istanbul, 2008, povijest umjetnosti, ISBN 978-975-926-5-7 nevaljani ISBN